# Вотсон (Мисури)
Вотсон (енгл. Watson) град је у америчкој савезној држави Мисури.

## Демографија
По попису из 2010. године број становника је 100, што је 21 (-17,4%) становника мање него 2000. године.
| Група             | 2000.       | 2010.        |
| Белци             | 117 (96,7%) | 100 (100,0%) |
| Афроамериканци    | 0 (0,0%)    | 0 (0,0%)     |
| Азијати           | 0 (0,0%)    | 0 (0,0%)     |
| Хиспаноамериканци | 3 (2,5%)    | 0 (0,0%)     |
| Укупно            | 121         | 100          |